# Kåvi

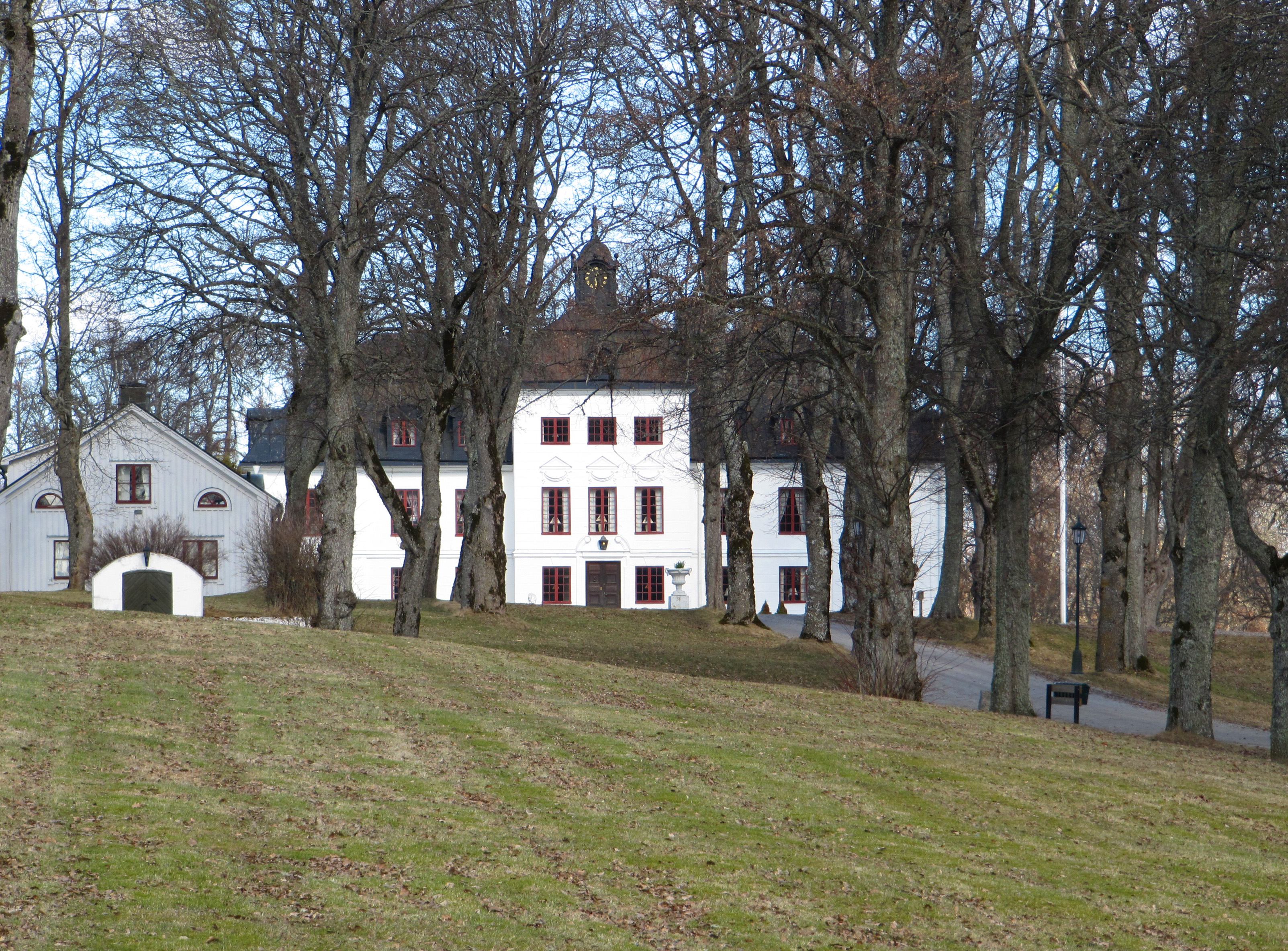
Kåvi säteri.

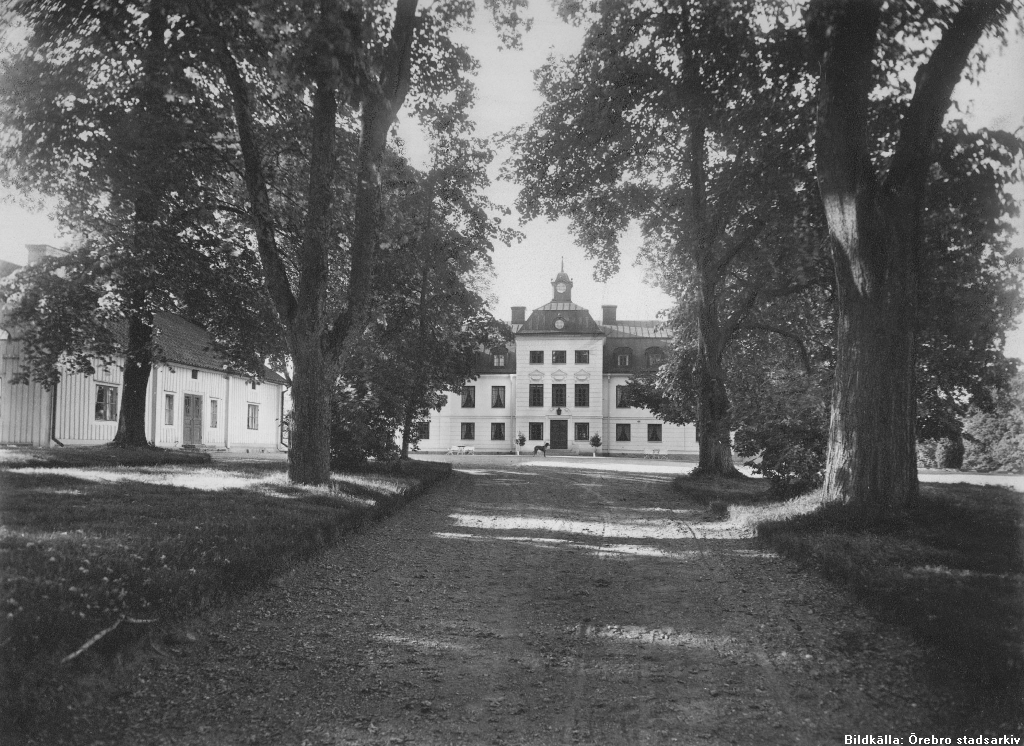
Kåvi på 1930-talet.

Kåvi (ibland Kåvö) säteri ligger i norra delen av Örebro kommun, vid västra stranden av sjön Lången i Hovsta socken.  Ägorna omfattar 519 ha, varav 181 ha åker och 325 ha skog.
Kåvi omnämns redan på 1300-talet, och blev säteri under första delen av 1600-talet. Den första mangårdsbyggnaden brann ner 1746. Den nuvarande uppfördes på 1750-talet, och tillbyggdes 1902 efter ritningar av länsarkitekt Magnus Dahlander. En renovering ägde rum år 1929 efter ritningar av professor Isak Gustaf Clason, Stockholm. Byggnaden är av trä i två våningar, men mittornet har också en tredje våning. Det fanns ursprungligen två flyglar, troligen uppförda på 1700-talet. I början av 1900-talet brann dock den ena ned. Ägare under 1800-2000 var Fam. Åkerhielm, senare Fam. Sandberg, Fam. de Grè-Dejestam och nuvarande ägare Fam. Bergström. 
Strax söder om säteriet ligger naturreservatet Kåviängen.

## Ortnamnet
År 1299 skrevs namnet (in) quadowi och år 1304 (jn villa) quadhowj. Förleden kan komma av kvaþa 'kåda' och *viþi 'skog'. Det skulle då betyda 'kådskogen'. Kådan har sedan förhistorisk tid haft stor praktisk betydelse och den förekommer i barrskogarna.